# لو هدسون
لو هدسون (بالإنجليزية: Lou Hudson) مواليد 11 يوليو 1944 في غرينزبورو - الوفاة 11 أبريل 2014، كان لاعب كرة سلة أمريكي بدأ مسيرته الاحترافية في سنة 1966. تم اختياره من قبل فريق أتلانتا هوكس خلال الدرافت. بلغ طوله 6 قدم 5 بوصة (2.0 م). اعتزل اللعب في 1979. شارك 6 مرات في مباراة كل النجوم.

## روابط خارجية
- لو هدسون على موقع IMDb (الإنجليزية)
- لو هدسون على موقع قاعدة بيانات الفيلم (الإنجليزية)
- لو هدسون على موقع كينوبويسك (الروسية)
- لو هدسون على موقع إن بي أي (الإنجليزية)
- لو هدسون على موقع سبورتس رفرنس (الإنجليزية)
- لو هدسون على موقع كلية كرة السلة في سبورتس رفرنس.كوم (الإنجليزية)
- لو هدسون على موقع ريلجم (الإنجليزية)
- لو هدسون على موقع بروبوليرز (الإنجليزية)
- لو هدسون على موقع قاعة جورجيا للمشاهير الرياضية (مؤرشف) (الإنجليزية)
- لو هدسون على موقع قاعة كارولاينا الشمالية للمشاهير الرياضية (الإنجليزية)